# Ennenda
Ennenda é uma comuna da Suíça, no Cantão Glaris, com cerca de 2.719 habitantes. Estende-se por uma área de 22,24 km², de densidade populacional de 122 hab/km². Confina com as seguintes comunas: Filzbach, Glarona (Glarus), Mitlödi, Mollis, Netstal, Obstalden, Sool. 
A língua oficial nesta comuna é o Alemão.